# Tillicoultry Mains

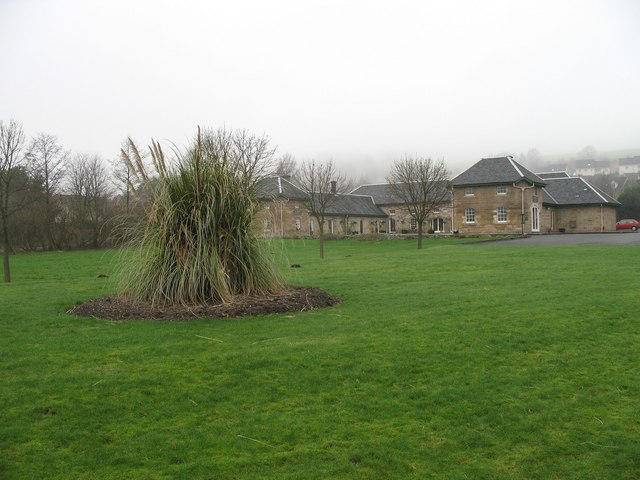
Die restaurierten und als Hotel betriebenen Tillicoultry Mains

Tillicoultry Mains ist ein Bauernhof in der schottischen Stadt Tillicoultry in der Council Area Clackmannanshire. 1976 wurde das Gebäude in den schottischen Denkmallisten in die Kategorie B aufgenommen. Heute beherbergt es einen Hotel- und Restaurantbetrieb.

## Beschreibung
Die Tillicoultry Mains liegen im Osten der Stadt und bildeten einst das Zentrum der Ortschaft Eastertown, die heute in der Stadt Tillicoultry aufgegangen ist. Das symmetrisch aufgebaute Gebäude wurde zwischen 1837 und 1838. Das Gebäude weist eine U-Form auf mit einem nach Süden geöffneten Innenhof. Die Nordseite des einstöckigen Gebäudes überragt die beiden abgehenden Flügel ein wenig, was auf das ausgebaute Dachgeschoss in diesem Gebäudeteil zurückzuführen ist. Mittig führen drei Segmentbögen zu ehemaligen Wagenschuppen. Die nach Süden gerichteten Flügel enden mit Pavillons, deren Kanten abgeflacht sind. Ebenso wie das Hauptgebäude schließen sie mit Walmdächern ab. Im Nordwesten schließt sich ein flacher, einstöckiger Flügel neueren Datums an.